# Gocławice II (gromada)
Gocławice II – dawna gromada, czyli najmniejsza jednostka podziału terytorialnego Polskiej Rzeczypospolitej Ludowej w latach 1954–1972.
Gromady, z gromadzkimi radami narodowymi (GRN) jako organami władzy najniższego stopnia na wsi, funkcjonowały od reformy reorganizującej administrację wiejską przeprowadzonej jesienią 1954 do momentu ich zniesienia z dniem 1 stycznia 1973, tym samym wypierając organizację gminną w latach 1954–1972.
Gromadę Gocławice II z siedzibą GRN w Gocławicach II (w obecnym brzmieniu Goławice Drugie, bez litery "c") utworzono – jako jedną z 8759 gromad na obszarze Polski – w powiecie nowodworskim w woj. warszawskim, na mocy uchwały nr VI/10/9/54 WRN w Warszawie z dnia 5 października 1954. W skład jednostki wszedł obszar dotychczasowej gromady Szczypiorno ze zniesionej gminy Modlin w powiecie nowodworskim oraz obszary dotychczasowych gromad Gocławice I i Gocławice II ze zniesionej gminy Modlin w powiecie pułtuskim (woj. warszawskie). Dla gromady ustalono 10 członków gromadzkiej rady narodowej.
Według wykazu gromad z 1956 siedziba GRN gromady Gocławice II znajdowała się w Gocławicach I (w obecnym brzmieniu Goławice Pierwsze, bez litery "c").
Gromadę zniesiono 31 grudnia 1959, a jej obszar włączono do gromady Pomiechówek w tymże powiecie.